# 奧斯本斯維爾 (新澤西州)
奧斯本斯維爾（英語：Osbornsville）是位於美國新澤西州海洋縣的非建制地區。

## 歷史
奧斯本斯維爾的郵局於1879年設立，其後於1960年停運。

## 地理
奧斯本斯維爾所處的海拔為高於海平面4米（即13英呎），而該地所採用的時區為UTC-5，即北美东部时区（EST）。同時該地設有夏令時間，為UTC-5調快一小時，即UTC-4（EDT）。